# گوری (فراشبند)
گوری (فراشبند)، روستایی از توابع بخش دهرم شهرستان فراشبند در استان فارس ایران است.

## جمعیت
این روستا در دهستان دژگاه قرار دارد و براساس سرشماری مرکز آمار ایران در سال ۱۳۸۵، جمعیت آن ۶۳۵ نفر (۱۲۹خانوار) بوده‌است.